# Colton Gillies
Colton Gillies (* 12. Februar 1989 in White Rock, British Columbia) ist ein ehemaliger kanadischer Eishockeyspieler, der im Verlauf seiner aktiven Karriere zwischen 2004 und 2020 unter anderem 154 Spiele für die Minnesota Wild und Columbus Blue Jackets in der National Hockey League (NHL) auf der Position des Centers bestritten hat. Den Großteil verbrachte Gillies allerdings in der American Hockey League (AHL), in der er über 300 Partien absolvierte.

## Karriere
Colton Gillies begann seine Karriere als Eishockeyspieler bei den Saskatoon Blades, für die er von 2004 bis 2008 in der Western Hockey League aktiv war. In dieser Zeit wurde er im NHL Entry Draft 2007 in der ersten Runde als insgesamt 16. Spieler von den Minnesota Wild ausgewählt. Für deren Farmteam, die Houston Aeros aus der American Hockey League, erzielte er in der Saison 2007/08 in elf Spielen der regulären Saison acht Scorerpunkte, darunter ein Tor. Zudem kam er in fünf Playoff-Spielen zum Einsatz. In der folgenden Spielzeit gab der Angreifer sein Debüt in der National Hockey League für Minnesota, als er in 45 Spielen insgesamt sieben Scorerpunkte, darunter zwei Tore, erzielte.
Am 14. Januar 2012 wurde der auf der Waiverliste befindliche Linksschütze von den Columbus Blue Jackets ausgewählt.
Zwischen 2013 und 2015 spielte er ausschließlich in der AHl für die Rochester Americans und Bridgeport Sound Tigers, ehe er während der Saison 2015/16 das erste Mal nach Europa wechselte und vom  HC 05 Banská Bystrica aus der slowakischen Extraliga verpflichtet wurde. Im Juli 2016 wechselte er in die  Kontinentale Hockey-Liga zu Dinamo Riga, wo er im Juni 2017 seinen Vertrag verlängerte. In den folgenden zwei Jahren verlängerte er seinen Vertrag jeweils um ein jahr, so dass er letztlich bis zum Ende der Saison 2019/20 bei Dinamo unter Vertrag stand. Insgesamt absolvierte er 136 KHL-Partien für Dinamo, in denen er neun Tore erzielte und elf weitere vorbereitete.

### International
Für Kanada nahm Gillies an der U18-Junioren-Weltmeisterschaft 2007 sowie der U20-Junioren-Weltmeisterschaft 2008 teil. Zudem vertrat er sein Heimatland bei der World U-17 Hockey Challenge 2006, dem Ivan Hlinka Memorial Tournament 2006 und der Super Series 2007.

## Erfolge und Auszeichnungen
- 2008 Goldmedaille beim Ivan Hlinka Memorial Tournament
- 2007 Teilnahme am CHL Top Prospects Game
- 2008 Goldmedaille bei der U20-Junioren-Weltmeisterschaft

## Karrierestatistik

### International
Vertrat Kanada bei:
| - World U-17 Hockey Challenge 2006 - Ivan Hlinka Memorial Tournament 2006 - U18-Junioren-Weltmeisterschaft 2007 | - Super Series 2007 - U20-Junioren-Weltmeisterschaft 2008 |

(Legende zur Spielerstatistik: Sp oder GP = absolvierte Spiele; T oder G = erzielte Tore; V oder A = erzielte Assists; Pkt oder Pts = erzielte Scorerpunkte; SM oder PIM = erhaltene Strafminuten; +/− = Plus/Minus-Bilanz; PP = erzielte Überzahltore; SH = erzielte Unterzahltore; GW = erzielte Siegtore; 1 Play-downs/Relegation; Kursiv: Statistik nicht vollständig)